# Fritiof Nilsson Piraten
Fritiof Nilsson Piraten (Nils Fritiof Adam Nilsson) (4. december 1895 i Vollsjö i Skåne – 31. januar 1972  i Malmö, Skåne) var en svensk advokat og skrøneforfatter, der på dansk nok bedst kendt for Bombi Bitt og jeg.

### Piraten-redigerede antologier
- Skepparhistorier av mej själv och andra, 1952
- Prästhistorier av mej själv och andra, 1961
- Vers på växel, 1965.

## Priser og udmærkelser
- De Nios stora pris 1949
- Gustaf Fröding-stipendiet 1957
- Doblougska priset 1965